# تاکاهیرو آکیموتو
تاکاهیرو آکیموتو (ژاپنی: 明本 考浩؛ زادهٔ ۳۱ ژانویهٔ ۱۹۹۸) یک بازیکن فوتبال اهل ژاپن است.
از باشگاه‌هایی که در آن بازی کرده‌است می‌توان به باشگاه فوتبال توچیگی اشاره کرد.